# Wołodymyr Melnyk
Wołodymyr Anatolijowycz Melnyk, ukr. Володимир Анатолійович Мельник (ur. 21 listopada 1979) – ukraiński piłkarz, grający na pozycji pomocnika.

## Kariera piłkarska

### Kariera klubowa
W 1996 rozpoczął karierę piłkarską w drugiej drużynie Szachtara Donieck. Latem 1997 zasilił skład Metałurha Komsomolskie. Na początku 1998 wyjechał do Łotwy, gdzie przez 4 sezony występował w klubie Skonto FC. W 2002 grał w drużynie Dinaburg FC. Podczas przerwy zimowej sezonu 2002/03 powrócił do Ukrainy, gdzie został piłkarzem Arsenału Charków. Latem 2003 przeniósł się do Nafkomu Browary, skąd został wypożyczony do zespołu Roś Biała Cerkiew. Potem występował w klubach Stal Dnieprodzierżyńsk i Zakarpattia Użhorod. Zimą 2008 powrócił do Łotwy, gdzie bronił barw FK Vindava. Latem 2008 przeszedł do FK Jūrmala-VV, w którym w 2012 zakończył karierę piłkarską.

## Sukcesy i odznaczenia

### Sukcesy klubowe
- mistrz Łotwy: 1998, 1999, 2000, 2001
- zdobywca Pucharu Łotwy: 1998, 2000, 2001
- finalista Pucharu Łotwy: 1999, 2010